# Matrjona Semjonowna Netscheportschukowa

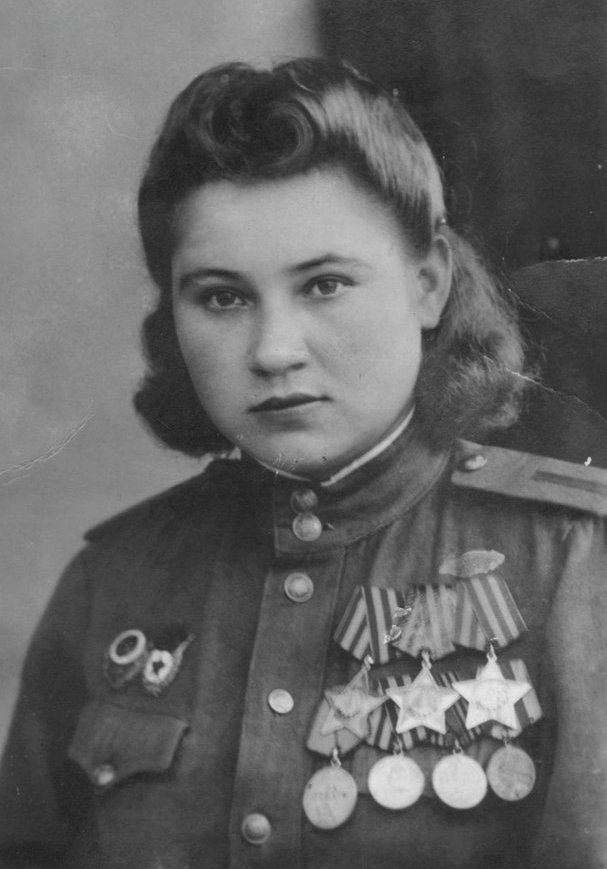
Matrjona Netscheportschukowa (1945)

Matrjona Semjonowna Netscheportschukowa (russisch Матрёна Семёновна Нечепорчукова, * 3. April 1924 in Wowtschyj Jar, heutiger Rajon Isjum; † 22. März 2017 in Stawropol) war eine sowjetische Sanitäterin.

## Biografie
Sie entstammte einer Bauernfamilie. 1941 schloss sie die Schule für Geburtshilfe und Krankenpflege in Balaklija ab. Im Großen Vaterländischen Krieg diente sie seit April 1943 in der aktiven Armee. Sie war Sanitätsausbilderin der Sanitätskompanie des 100. Gardeschützenregiments der 35. Gardeschützendivision. Während der Überquerung der Weichsel am 1. August 1944 gelangte sie bei der Siedlung Grzybów (Gmina Staszów) als Erste der Sanitätskompanie ans Westufer und leistete bei den Kämpfen um die Erweiterung des Brückenkopfes innerhalb von 2 Tagen 26 Verwundeten Erste Hilfe. Sie wurde zum Oberfeldwebel befördert.
Als sie sich am 18. Januar 1945 mit einer Gruppe von Verwundeten im Dorf Owadów (Powiat Radomski) aufhielt, nahm sie an der Abwehr eines feindlichen Angriffs auf eine Sanitätsstation teil. Später, als das Regiment im Gebiet der Stadt Kostrzyn die Oder überquerte und während der Kämpfe auf dem Brückenkopf, leistete sie 51 Verwundeten Erste Hilfe. Beim Durchbrechen der feindlichen Verteidigungsanlagen am Westufer der Oder und während Straßenkämpfen in Berlin trug sie 78 Verwundete aus der Kampfzone und leistete Erste Hilfe.
Sie wurde 1945 demobilisiert. Von 1946 bis 1977 arbeitete sie als Krankenschwester in einer Militäreinheit und dann in medizinischen Einrichtungen der Region Stawropol.

## Auszeichnungen
- Ruhmesorden alle Klassen (1944, 1945, 1946)[1]
- Florence-Nightingale-Medaille (1973)[1]
- Ehrenbürgerin von Stawropol (2010)[2]